# Patience Ntshingila
Patience Ntshingila (* 26. August 1989) ist eine südafrikanische Weit- und Dreispringerin.

## Sportliche Laufbahn
Erste internationale Erfahrungen sammelte Patience Ntshingila bei der Sommer-Universiade 2011 in Shenzhen, bei denen sie sich mit 5,75 m im Weit- und 12,82 m im Dreisprung nicht für das Finale qualifizieren konnte. Im Jahr darauf belegte sie bei den Afrikameisterschaften in Porto-Novo mit 13,18 m den siebten Platz im Dreisprung und schied mit 5,59 m in der Weitsprungqualifikation aus. Bei den Studentenweltspielen 2015 in Gwangju erreichte sie in beiden Bewerben erneut nicht das Finale, wurde aber anschließend bei den Afrikaspielen in Brazzaville mit 12,77 m im Dreisprung Achte. Im Jahr darauf gewann sie bei den Afrikameisterschaften in Durban mit 13,24 m die Bronzemedaille hinter der Ghanaerin Nadia Eke und Joëlle Mbumi Nkouindjin aus Kamerun. 2017 erreichte sie bei der Sommer-Universiade in Taipeh mit einer Weite von 12,80 m Rang zehn und wurde bei den Afrikameisterschaften 2018 in Asaba im Jahr darauf mit 13,15 m Vierte. Auch bei den Afrikaspielen in Rabat 2019 klassierte sie sich mit einer Weite von 13,47 m auf Rang vier und gewann mit der Staffel in 44,61 s die Silbermedaille hinter Nigeria.
2009 und 2010, 2012, 2015 und 2016 sowie 2018 wurde Ntshingila Südafrikanische Meisterin im Dreisprung sowie 2009 auch im Weitsprung und 2016 mit der 4-mal-100-Meter-Staffel.

## Persönliche Bestleistungen
- Weitsprung: 6,60 m (+0,8 m/s), 13. April 2012 in Port Elizabeth
- Dreisprung: 13,90 m, 29. April 2016 in Polokwane (Südafrikanischer Rekord)